# Sojización

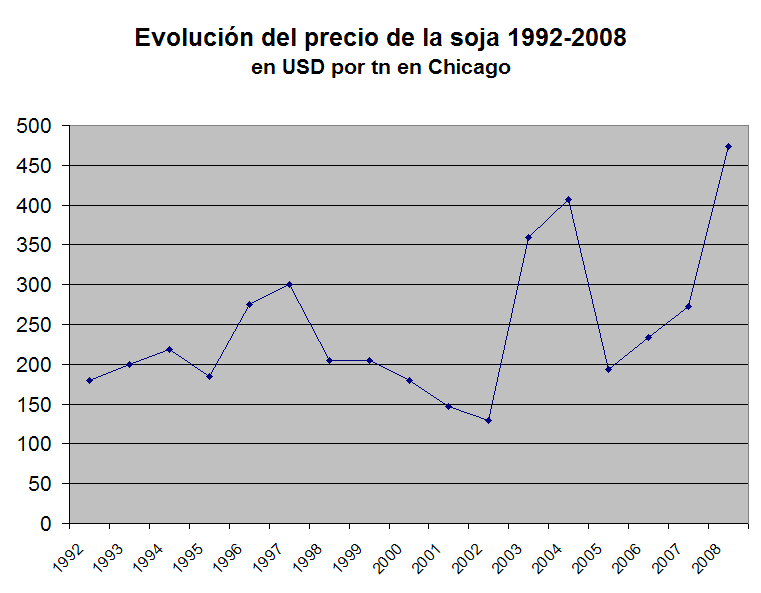
Precio de la soja 1992-2008. El último año el precio aumentó 86%. El 13 de junio de 2008, el precio de la soja alcanzó un nuevo récord, llegando a u$s 573 para el mes de agosto, es decir un 27% desde el 1 de enero.

La sojización es el nombre con el que se conoce al proceso de re-conversión agrícola de ciertos países de América Latina (Argentina, Brasil, Paraguay, Uruguay y Bolivia) para el cultivo de granos de soja, con el objetivo de exportarlos en los mercados internacionales, particularmente hacia China. Es un proceso comenzado en la década de los 90, en el cual actividades agrícolas tradicionales como la ganadería y el cultivo de maíz, trigo y algodón fueron desplazadas por la soja. Esto fue acompañado por un proceso de expansión de la frontera agrícola para el cultivo de soja, con características de monocultivo. 
La sojización es un proceso impulsado por varios factores, incluyendo el aumento internacional del precio de la soja en los mercados internacionales, cambios en los patrones de consumo y demanda de los países asiáticos, particularmente China e India, y cambios en el modo de producción y organización en la agro-industria.  
Entre 1990 y 2004, Argentina y Brasil incrementaron la tierra destinada al monocultivo de soja en un 236 %, según el Departamento de Agricultura de los Estados Unidos. En 2019, Brasil, Argentina, Uruguay y Paraguay estuvieron entre los principales exportadores de soja a nivel mundial.
La sojización tiene impactos económicos, sociales y ambientales de importancia. La expansión de la frontera agrícola para el cultivo de soja impulsan la deforestación y el desplazamiento de comunidades campesinas e indígenas en varias regiones de Argentina, Brasil y Paraguay. La utilización de soja transgénica resistente a los pesticidas lleva a su aplicación indiscriminada, con efectos demostrados sobre la salud humana y de los ecosistemas. En el ámbito económico, la sojización permitió rentas extraordinarias particularmente para la agroindustria e impulsó el crecimiento económico durante la década de los 2000, pero también favoreció una orientación primario-extractivista de la economía, al impulsar una actividad primaria de carácter extractivo y con bajo valor agregado.

## Causas
Son varios los factores que influyen en el proceso de sojización. Uno de los factores que influyó en la sojización fue el aumento del precio de soja en los mercados financieros internacionales, como parte del proceso general del «boom de las commodities». Influyó además el aumento en la demanda de porotos de soja por parte de China para utilizarlos como alimento para ganado (especialmente cerdos) e India. Cambios importantes en los modos de producción agrícola durante la década de los 90 dieron lugar al crecimiento del modelo de la agroindustria, lo que favoreció la sojización. Los avances tecnológicos en las técnicas agrícolas como la siembra directa y la utilización de semillas transgénicas resistentes a los pesticidas permitieron que se pueda cultivar la soja en suelos que tradicionalmente serían considerados marginales o poco aptos para la siembra de otros cultivos. Estas técnicas además permiten que el cultivo de la soja sea poco intensivo en términos de tiempo y mano de obra.
La sojización es uno de los pilares de las relaciones comerciales del Mercosur con China, donde el comercio internacional entre ambos fue liderado por las exportaciones de soja desde el Mercosur hacia China. Esto constituyó uno de los principales motores de crecimiento económico durante la década de los 2000s y de reducción de la desigualdad y la pobreza. La depreciación de la moneda en los tres países del Mercosur a comienzos de la década de los 2000s generó términos de intercambio favorables para estos países que impulsaron el proceso de sojización.

## Consecuencias
El proceso de sojización en los países de América Latina tiene consecuencias considerables en términos humanos, sociales, económicos y ambientales. Los impactos económicos del cultivo de soja son variados. Por un lado, las retenciones a la soja fueron una de las principales formas de captar renta por parte de Argentina. Para otros autores, la sojización condujo a un proceso de primarización de la economía. Esto es lo que se conoce como la «tesis primario-extractivista», un término utilizado para definir su fuerte anclaje en el sector primario y sus características extractivas. La soja además es un sector donde hay una gran monopolización y extranjerización de la producción y comercialización. El cultivo de soja tiene un bajo impacto sobre los niveles de empleo calificado, por sus técnicas de cultivo que requieren poca mano de obra y nocivas.

### Deforestación
El proceso de sojización contribuye en grandes proporciones a la deforestación, particularmente en Brasil, Argentina, Paraguay y la porción brasileña del Amazonas.

### Uso de pesticidas
En la campaña 2016 en Argentina se usaron alrededor de 228 millones de litros de glisfosato, 29 millones de litros de 2-4-D, cerca de 17 millones de litros de endosulfán. Cada años se utilizan alrededor de 452 000 toneladas de plaguicidas y acompañantes del glifosato.[cita requerida] Existe abundante evidencia científica sobre el efecto de los plaguicidas en la salud humana y el impacto ambiental de los plaguicidas. En Argentina, la aplicación indiscriminada de estos productos ha generado aumentos considerables en las tasas de cánceres relacionados con los pesticidas, además de otras afecciones a la salud como abortos espontáneos y reacciones alérgicas, entre otros.[cita requerida] Cada 500 ha de soja RR (Dellatorre, 2004) se genera un solo puesto de trabajo, destruyendo nueve de cada diez puestos de trabajo efectivo.[cita requerida]
Si bien el uso de plaguicidas puede producir daños en la salud, la cantidad que debería ser ingerida por las personas es significativamente mayor a la que las personas consumen en promedio.Además, ninguno de los plaguicidas actualmente autorizados para su uso en alimentos en el comercio internacional es genotóxico. Los efectos negativos en la salud solo se manifiestan si se rebasa un cierto nivel seguro de exposición. Por lo tanto, el uso de plaguicidas es inofensivo, teniendo en cuenta la pequeña cantidad que consumen las personas normalmente. 
Por otro lado, los fitosanitarios son importantes para la economía de la industria agrónoma. La utilización de estos, garantizan la producción de alimentos. Los fitosanitarios protegen las plantas de plagas, enfermedades y malezas, que pueden causar pérdidas significativas en las cosechas. Esto es fundamental para garantizar la producción de alimentos suficientes para satisfacer la demanda de la población mundial, que está en constante crecimiento. 
Las pulverizaciones de estos productos herbicidas (la mayoría restringidos en sus países de origen) destruyeron montes frutales y forestales, cinturones verdes que rodeaban ciudades y pueblos, produciendo emigración de pequeños productores a las villas de emergencia de las ciudades y una mayor concentración de la tierra.

## Sojización por país

### Argentina

Avance de la soja de 1969 a 2018 hasta ocupar cerca de la mitad de las tierras sembradas. Bajo "otros" se agrupan: trigo, maíz, girasol, yerba mate, tung, té, sorgo poroto seco, pomelo, papa, naranja, mijo, sorgo, centeno, ajo, algodón, alpiste, arroz, avena, banana, caña de azúcar, cártamo, cebada, cebolla, colza, jojoba, limón, lino, mandarina y maní.

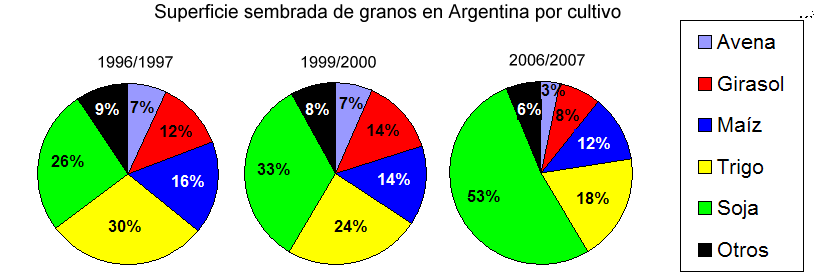
Porcentaje de hectáreas dedicadas a cada cultivo (granos) en Argentina. Se puede ver como la soja (en verde) aumenta sostenidamente su calor, mientras que todo el resto disminuye.

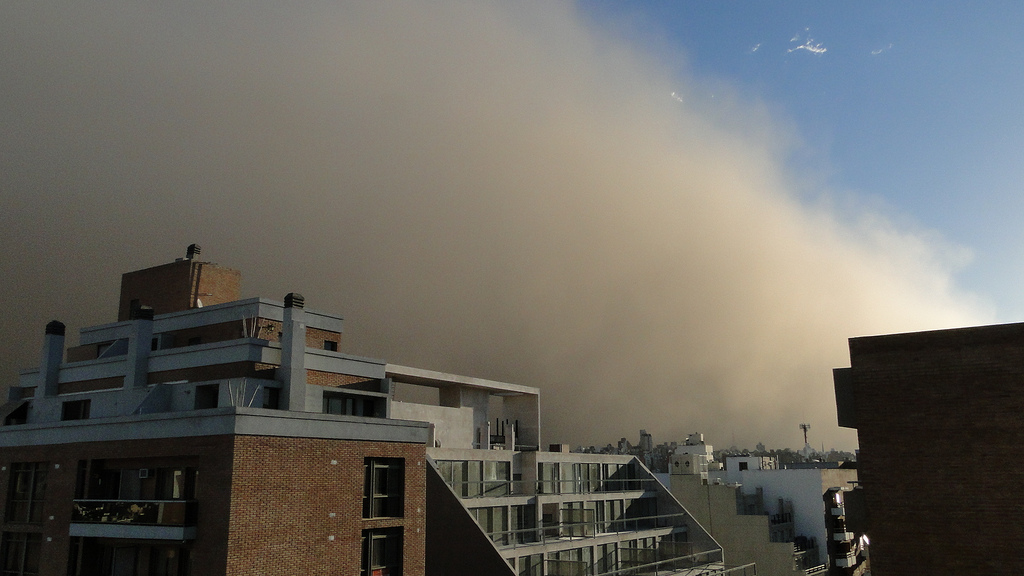
Uno de los efectos sobre la población son las tormentas producidas por los vientos zonda que levantan tierra luego de la cosecha. En la imagen se ve la que azotó a Córdoba en 2009.

El cultivo de soja en Argentina es uno de los principales cultivos en la economía argentina. La expansión del cultivo de soja en Argentina forma parte del proceso de «sojización» y del boom de las materias primas que tuvo lugar a comienzos de la década del 2000.
El cultivo de soja ha desplazado a otros actividades agrícolas tradicionales. Por ejemplo, ha reducido el número de cabezas de ganado vacuno de 65 millones a 48.6 millones y el lanar de sesenta millones de cabezas en 1970 a 12.5 millones. 

### Brasil
En Brasil personas y empresas extranjeras adquieren propiedades rurales al ritmo de doce kilómetros cuadrados por día. Entre otros factores, se cree que la adquisición de tierras en Brasil se convirtió en un negocio atractivo a raíz de los elevados precios internacionales de la soja, agravando el proceso de deforestación de la selva soja.

### Uruguay
En los últimos seis años, Uruguay multiplicó por 10 su producción de soja, que alcanzó las 778 000 toneladas en la cosecha de 2007. Se estima que entre el 20 y el 25 % de los productores de Uruguay son argentinos, que intentando evitar las retenciones a las exportaciones de su país, arriendan campos del país vecino:[cita requerida]

Es impresionante; aquí hay una presión muy fuerte hacia la soja, y eso es, sobre todo, por los empresarios argentinos. Son los que impulsan la siembra, y lo hacen con la tecnología de los pools de siembra; arriendan, subcontratan equipos, la siembra, el tratamiento de los cultivos(...) Entre un 20 y un 25 % de la agricultura total que tenemos (un millón de hectáreas) está hecha por argentinos, y más de la mitad de la soja también. Y es un proceso creciente; hace seis o siete años había productores argentinos muy ocasionales
Ernesto Agazzi, ministro de Ganadería, Agricultura y Pesca de Uruguay.

### Paraguay
La soja reemplazó al algodón como el cultivo más importante del país en la década de 1980. La soja fue introducida en Paraguay en 1967, como cultivo de rotación de verano en un plan nacional de autosuficiencia en trigo.[cita requerida] Sin embargo, a partir del aumento de los precios de la soja y luego de que casi se triplicaran en 1973, gran parte de la tierra destinada al trigo empezó a sembrarse con soja. A medida que se hizo evidente la naturaleza lucrativa del cultivo y procesamiento de la soja, varias grandes empresas agrícolas de Brasil, Estados Unidos e Italia se dedicaron a la producción comercial a gran escala de soja y aceite de soja.
En 1970, la soja cubría sólo 54 600 hectáreas y tenía una producción anual de más de 75 000 toneladas. En 1987, la soja cubría unas 718 800 hectáreas, más que cualquier otro cultivo,[cita requerida] con una producción anual de un millón de toneladas e ingresos por exportaciones de aproximadamente ciento cincuenta millones de dólares estadounidenses. El cultivo de soja creció principalmente en los departamentos recién colonizados de Itapúa, Alto Paraná, Canendiyú y Amambay. La soja se producía principalmente para el mercado mundial y se vendía tanto como grano crudo como aceite procesado, que también se consumía localmente. 
Los precios de la soja aumentaron en general a partir de los años setenta, pero experimentaron fluctuaciones importantes a principios y mediados de los ochenta antes de recuperarse a finales de los ochenta. La principal limitación para el crecimiento de la producción de soja, además de las fluctuaciones de los precios, fue la falta de almacenamiento, instalaciones de secado y capacidad de procesamiento local, sumado a la falta de crédito.
La sojización de Paraguay se vio reflejada en la película documental Soy paraguayo.